# Foetorepus masudai
Foetorepus masudai és una espècie de peix de la família dels cal·lionímids i de l'ordre dels perciformes.

## Morfologia
- Els mascles poden assolir 18 cm de longitud total.[3][4]

## Hàbitat
És un peix marí, de clima temperat i demersal.

## Distribució geogràfica
Es troba a Taiwan i el sud del Japó.

## Observacions
És inofensiu per als humans.